# Munida irrasa
Munida irrasa är en kräftdjursart som beskrevs av Alphonse Milne-Edwards 1880. Munida irrasa ingår i släktet Munida och familjen trollhumrar. Inga underarter finns listade i Catalogue of Life.